# Rede Ibero-americana de Estudo das Seitas
A Rede Ibero-americana de Estudo das Seitas (RIES) é uma rede formada por católicos espanhóis e ibero-americanos que são especialistas ou estudiosos do fenômeno sectário e da nova religiosidade. Criada em 2005, tem como objetivo oferecer informação, treinamento e ajuda sobre o assunto.
A RIES é um grupo de católicos que têm algum conhecimento ou dedicação especial ao fenômeno sectário e à nova religiosidade, a fim de unir esforços para um melhor serviço neste campo à Igreja e a toda a sociedade.
Entre seus fundadores estão os especialistas espanhóis Manuel Guerra Gómez (autor do Dicionário Enciclopédico das Seitas), Vicente Jara e Luis Santamaría, além do argentino José María Baamonde (falecido em 2006, após ter sido presidente da Fundação Spes) e o uruguaio Miguel Pastorino. Conta com mais de vinte especialistas e estudiosos da área geográfica ibero-americana, tanto de língua espanhola quanto de língua portuguesa.
Entre suas primeiras ações públicas está a publicação do boletim Info-RIES, que vem sendo divulgado regularmente desde seu lançamento em setembro de 2006. Atualmente é uma das principais fontes de informação sobre este assunto em espanhol. De 2008 a 2010, manteve um programa de rádio quinzenal na Rádio María España. A sua última publicação é um blog que mantém aberto no jornal espanhol de informação religiosa InfoCatólica desde 2009.